# CMSimple
CMSimple是一種自由的內容管理系統。標榜架構簡單，程式檔案小並且反應快速。系統以PHP編寫，可以在各種平台上運作。CMSimple根据GPL3授权。
CMSimple不需要数据库，因为它直接将页面数据写入网络服务器上的HTML文件。这不仅简化了安装和备份过程，还使CMSimple成为了那些对数据库访问收取额外费用的虚拟主机的低成本选择。配置文件和语言文件也保存在 PHP 文件中。与许多内容管理系统一样，CMSimple 也提供多种由第三方制作的插件。

## 程式架構
CMSimple主要的程式功能分為頁面展示與後台管理。其頁面展示功能是利用超文件中的 <h1></h1>， <h2></h2>，與 <h3></h3> 標註（可後續延伸至 <h4></h4>等），進行分頁。CMSimple程式會將content.htm中的 <h1></h1> 當作第一層頁面的標題，緊跟其後之 <h2></h2> 則將被視為第二層頁面的標題，而 <h3></h3> 所涵蓋的內容則為第三層頁面的標題。各層標題則依照其位於content.htm文件中的順序而定。由於CMSimple利用 <h1></h1>, <h2></h2>，與<h3></h3> 標註進行分頁，因此其文件內容無法出現標題標註（header）所對應的粗體文字，使用者必須透過其他方式產生類似粗體文字的效果。
CMSimple的後台管理，僅允許單一用戶使用。透過後台管理，可設定各種與頁面展示相關的參數。與許多內容管理系統相同，CMSimple提供延伸程式開發架構的設計，可以讓程式開發者自行建構原始CMSimple以外的功能。
CMSimple授權採GPL v3、Affero通用公共许可证 v3、Linkware和商业许可四種。

## 支持
CMSimple由一个网络论坛提供支持，前AGPL版本由一个存档网络论坛提供支持，该论坛有1000多名用户。英语是主要的交流语言，但在丹麦、德国、法国、西班牙和巴西也有CMSimple社区。此外还有Britt Malka出版的丹麦语书籍《Byg et website》，ISBN 87-7843-711-3；Emile Bastings出版的荷兰语书籍《CMSimple voor beginners》，ISBN 978-90-815802-1-2。

## 分叉
CMSimple有多个分叉。最著名的是“CMSimple_XH”和CMSimple '4.X.X'。2009年，“CMSimple_XH 1.0 ”发布。2011年，“CMSimple_XH 1.5”发布。2012年，在“CMSimple_XH 1.5.3”代码的基础上，Gert Ebersbach发布了他的测试版Fork “CMSimpleCoAuthors”，后来更名为“CMSimpleSubsites”。
2012年，Peter Harteg停止开发原版的CMSimple后，Gert Ebersbach购买了该品牌的版权，并将CMSimpleSubsites更名为“CMSimple 4.0”。
目前有三个 CMSimple 分支版本：
- CMSimple Classic version 3.54，具有向后兼容性，由Preben Bjorn Biermann Madsen提供支持。
- CMSimple 5.x.，来自 Gert Ebersbach
- CMSimple_XH 1.x.x，来自独立社区

## 外部連結
- CMSimple Wiki 介绍插件、附加组件、技巧和窍门的维基站点
- CMSimple首頁（页面存档备份，存于）
- CMSimple論壇（页面存档备份，存于）
- CMSimple简体中文版（页面存档备份，存于）
- CMSimple繁体中文版

## 參看
- 內容管理系統列表